# B.V.D. Presents TOKYO METROSEXUAL LIFE
B.V.D. Presents TOKYO METROSEXUAL LIFE（ビー・ブイ・ディプレゼンツ トーキョーメトロセクシャルライフ）は文化放送で2004年10月～2006年9月に放送された番組。提供は富士紡ホールディングス（2005年9月までは富士紡績名義）、末期はスターフライヤー1社提供。

## 番組コンセプト
「メトロセクシャルライフ」とは都心に住んでいて仕事・プライベートを完璧にこなし、独自の個性を持つ男性が送るライフスタイルの事。この番組では「メトロセクシャルライフ」を目指す男性の為の様々な情報を紹介した。

## 放送時間・パーソナリティの変遷

### B.V.D. Presents TOKYO METROSEXUAL LIFE
- 2004年10月 - 2005年3月
- パーソナリティ：小野真弓・斉藤一美（文化放送アナウンサー）
- 放送時間：月 - 木曜19:50頃 - 19:55頃（「斉藤一美のS/N/A/P」内）

### B.V.D Presents 辺見えみりのTOKYO METROSEXUAL LIFE
- 2005年4月 - 2005年9月
- パーソナリティ：辺見えみり
- 放送時間：木曜19:00 - 19:15
- 最終回（2005年9月29日）の放送予定日が阪神タイガースのセ・リーグ優勝決定試合の中継と重なり、10月4日21時に振り替えて放送された。このほか木曜に文化放送ライオンズナイターが放送されていたときはほかの曜日に移して放送していたこともあった。

### B.V.D Presents ユンソナのTOKYO METROSEXUAL LIFE
- 2005年10月 - 2006年10月1日
- パーソナリティ：ユンソナ・吉田たかよし
- 放送時間
  - 2005年10月 - 2006年3月：金曜20:30 - 21:00
  - 2006年4月 - 2006年10月1日：日曜21:15 - 21:30（ナイター中継延長の場合は休止）

### B.V.D Presents 安達祐実のTOKYO UBERSEXUAL LIFE
- 2006年11月5日（パ・リーグプレーオフ、日本シリーズ中継優先のため） - 2007年4月1日
- パーソナリティ：安達祐実
- ナレーター：砂山大輔（文化放送アナウンサー）
- 放送時間：日曜20:30 - 21:00

### STARFLYER PRESENTS 安達祐実のTOKYO UBERSEXUAL LIFE NEXT
スポンサーが富士紡ホールディングスからスターフライヤーに変更
- 2007年4月15日 - 2007年10月
- パーソナリティ：安達祐実
- 放送時間：日曜21:15 - 21:30（10月7日 - 21日は21:00 - 21:30）
  - 文化放送ホームランナイターの延長や衆院選・参院選などの開票特番が放送されるときは休止。

### STARFLYER PRESENTS SHIHOのTOKYO UBERSEXUAL LIFE NEXT
- 2007年11月 - 2008年3月
- パーソナリティー：SHIHO
- 放送時間：日曜21:00 - 21:30